# Bara (geslacht)
Bara is een geslacht van rechtvleugeligen uit de familie doornsprinkhanen (Tetrigidae). De wetenschappelijke naam van dit geslacht is voor het eerst geldig gepubliceerd in 1929 door Rehn.

## Soorten
Het geslacht Bara  is monotypisch en omvat slechts de volgende soort:
- Bara turgida (Rehn, 1929)